# Alpe Adria Trail
Der Alpe Adria Trail ist ein rund 750 km langer Bergwanderweg vom Fuß des Großglockners in Kärnten (Österreich) über Kranjska Gora (Slowenien) nach Muggia in Friaul-Julisch Venetien an der Adriaküste Italiens.

## Geschichte
Der Weitwanderweg wurde von den Tourismusverbänden Kärnten Tourismus, Slowenien Tourismus und Friaul-Julisch Venetien Tourismus entwickelt und 2012 durchgehend markiert. Die Alpenvereine der drei beteiligten Länder ÖAV (Österreich), PZS (Slowenien) und CAI (Italien) sind für die Markierung und Wartung der Wege in den einzelnen Ländern zuständig. Er verbindet bestehende Wege im Grenzgebiet zwischen Österreich, Slowenien und Italien. Der neue Wanderweg wird mit dem Slogan Wandern im Garten Eden beworben. Der Wanderweg wurde durchgehend mit dem Symbol des Alpe Adria Trails markiert.

## Verlauf
Der Alpe-Adria-Trail wurde nicht als sportlicher Weg, sondern vor allem als kultureller Weg konzipiert. Die 43 Etappen sind in der Regel um die 17 km lang und können in 6 Stunden erwandert werden. Viele Wege führen im nicht-alpinen Bereich auf geschichtsträchtigen Wegen von Ort zu Ort. Am Ende jeder Etappe findet man meist mehrere Einkehr- und Übernachtungsmöglichkeiten.

### Österreich
Die ersten 21 Etappen führen den Wanderer von der Kaiser-Franz-Josefs-Höhe unterhalb des Großglockners bis zur Baumgartner Höhe oberhalb des Faaker Sees, wo man die Grenze zu Slowenien überquert. Unterwegs durchquert man den Nationalpark Hohe Tauern sowie den Biosphärenpark Nockberge und wandert entlang mehrerer Kärntner Seen (Millstätter See, Ossiacher See und Wörthersee).

### Slowenien
Die nächsten 6 Etappen des Weges führen durch Slowenien. Von Kranjska Gora durchquert man den in den Julischen Alpen gelegenen Nationalpark Triglav, folgt dem Lauf der Soča, bis man auf alten Militärpfaden, in der Nähe von Tolmin die Grenze zu Italien erreicht.

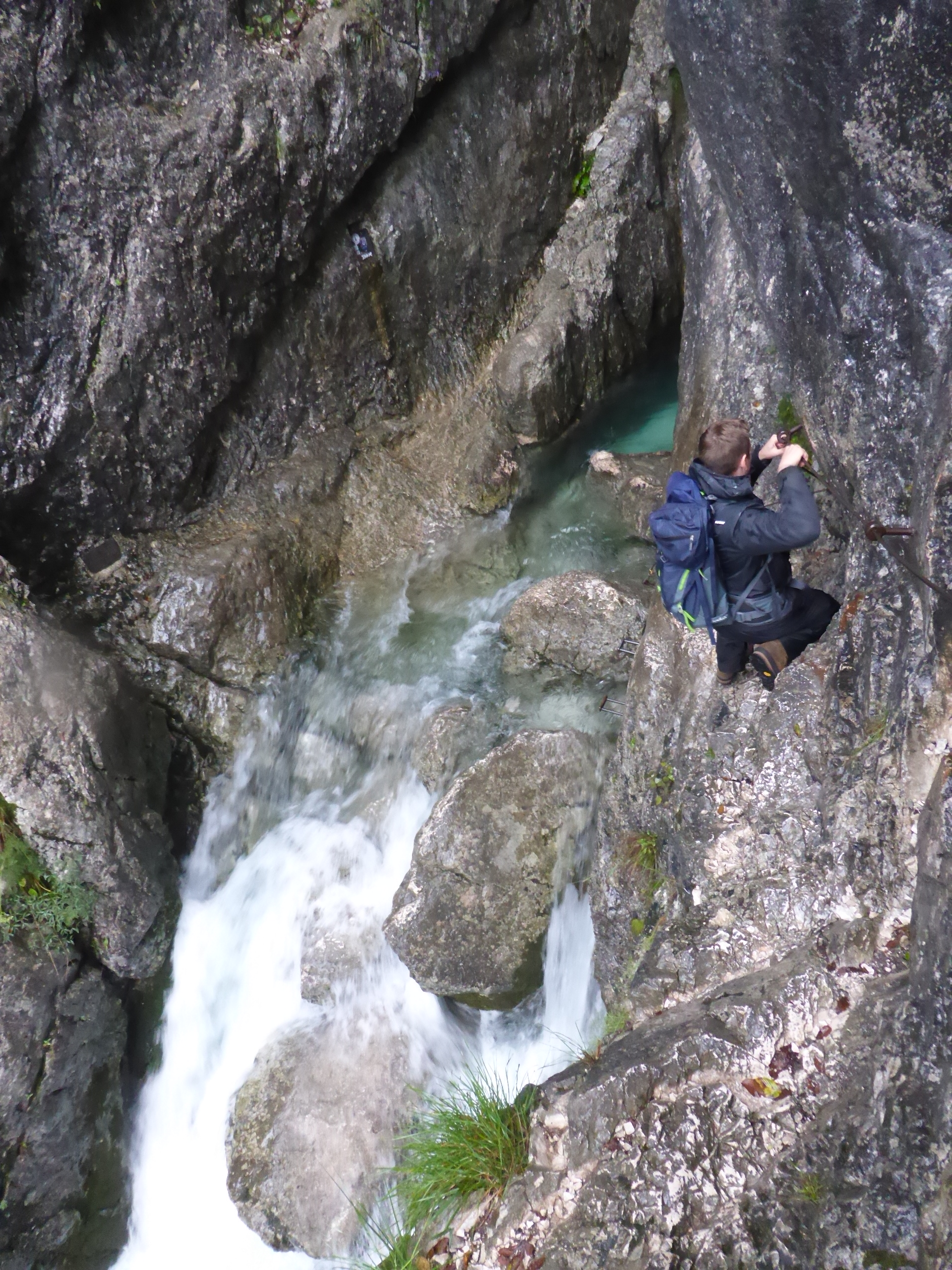
Die Quelle der Soča ist nahe am Soča-Trail (Etappe 24 des Alpe Adria Trail), muss jedoch nicht besucht werden.
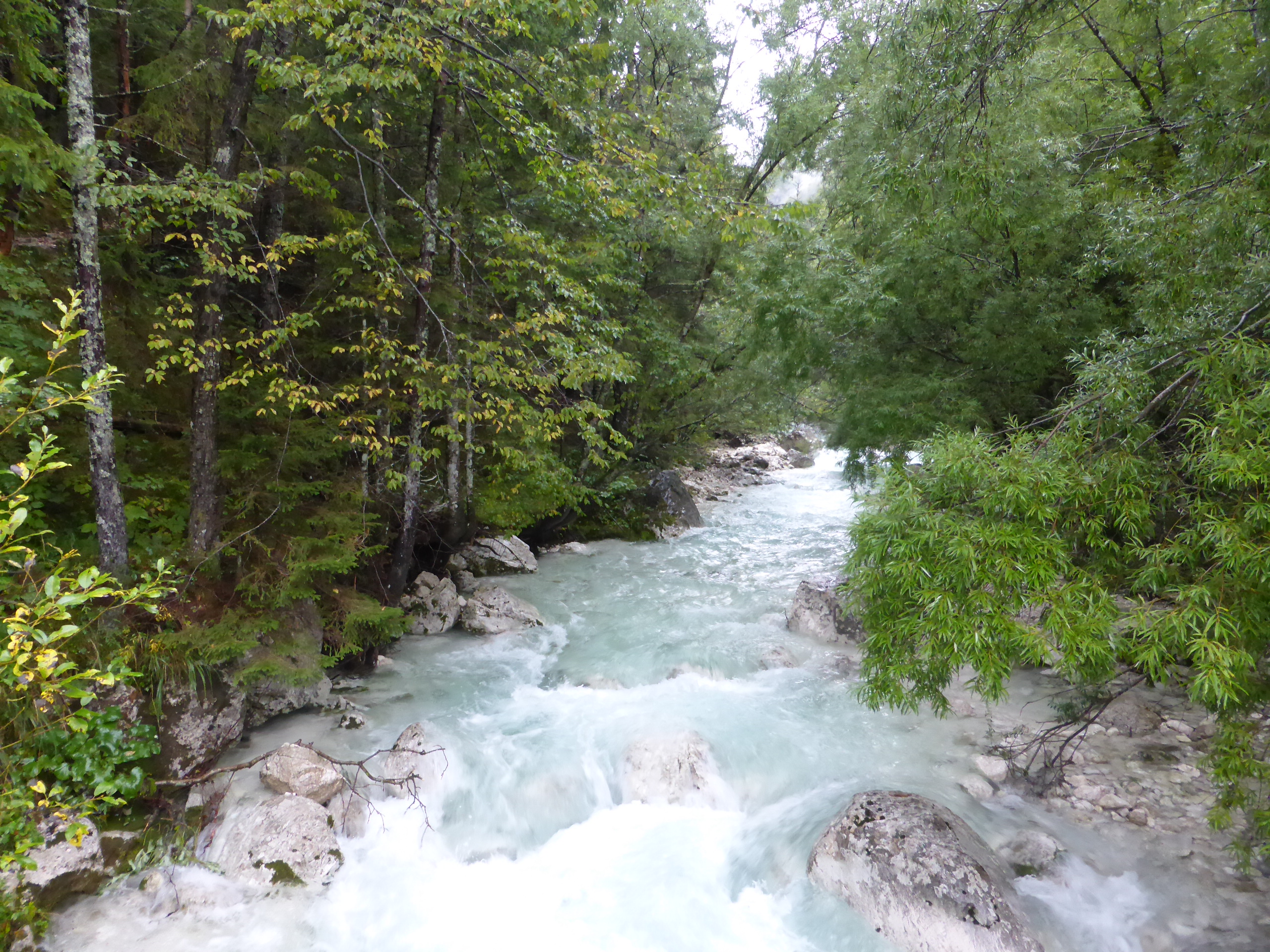
Nahe bei Trenta
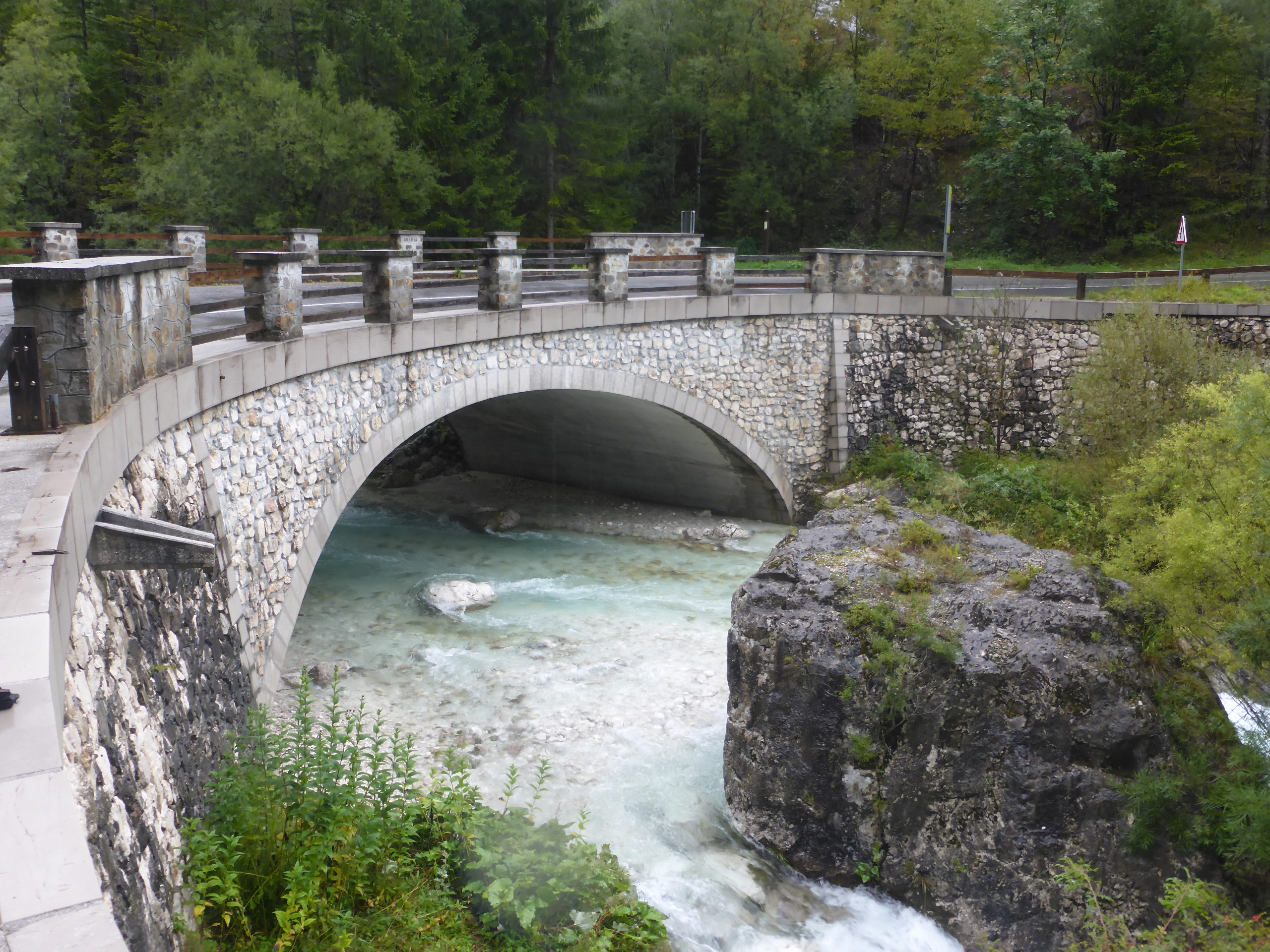
Ein Stück des Weges führt an der Straße 206 entlang
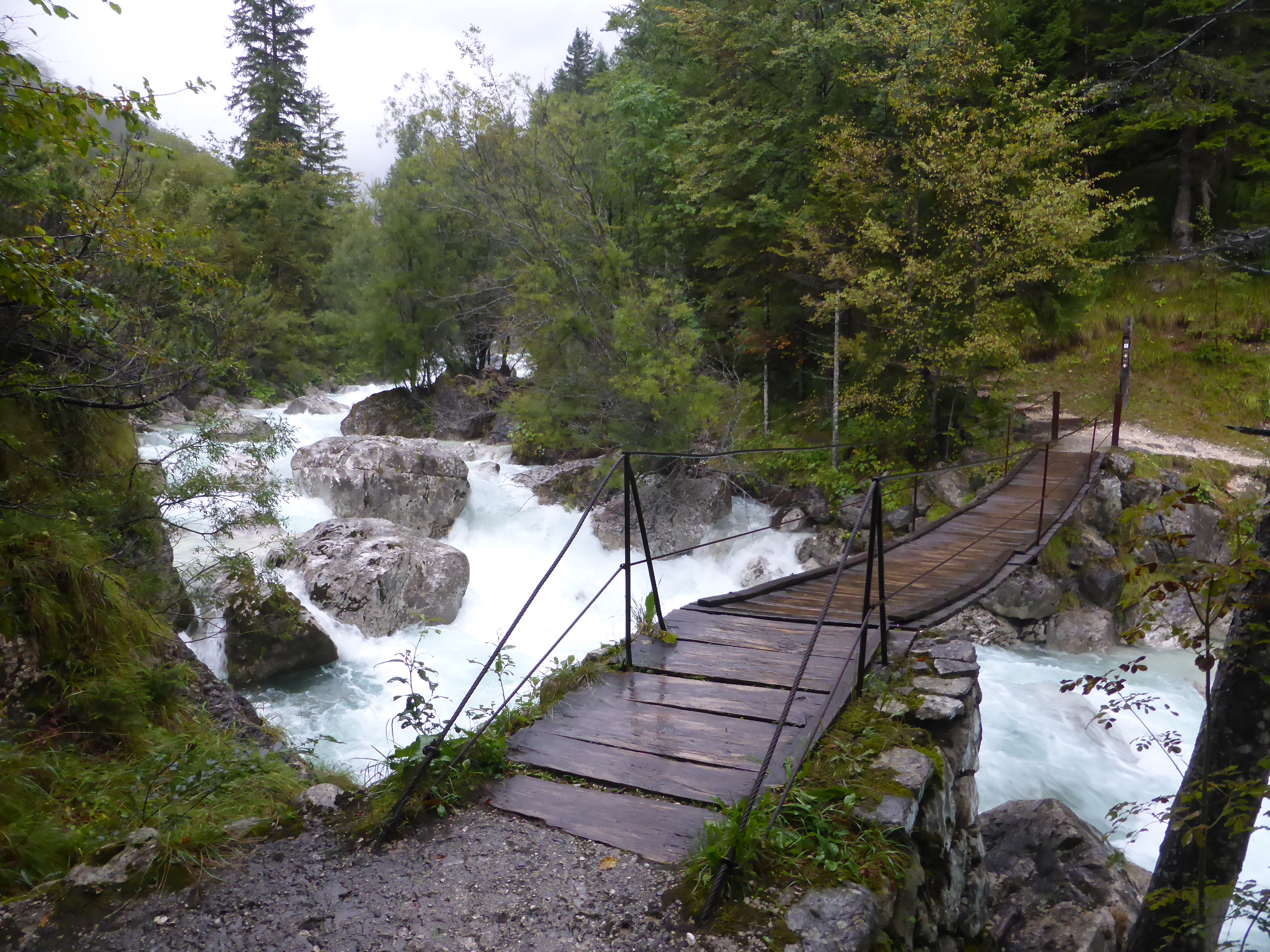
Die Soča wird regelmäßig überquert
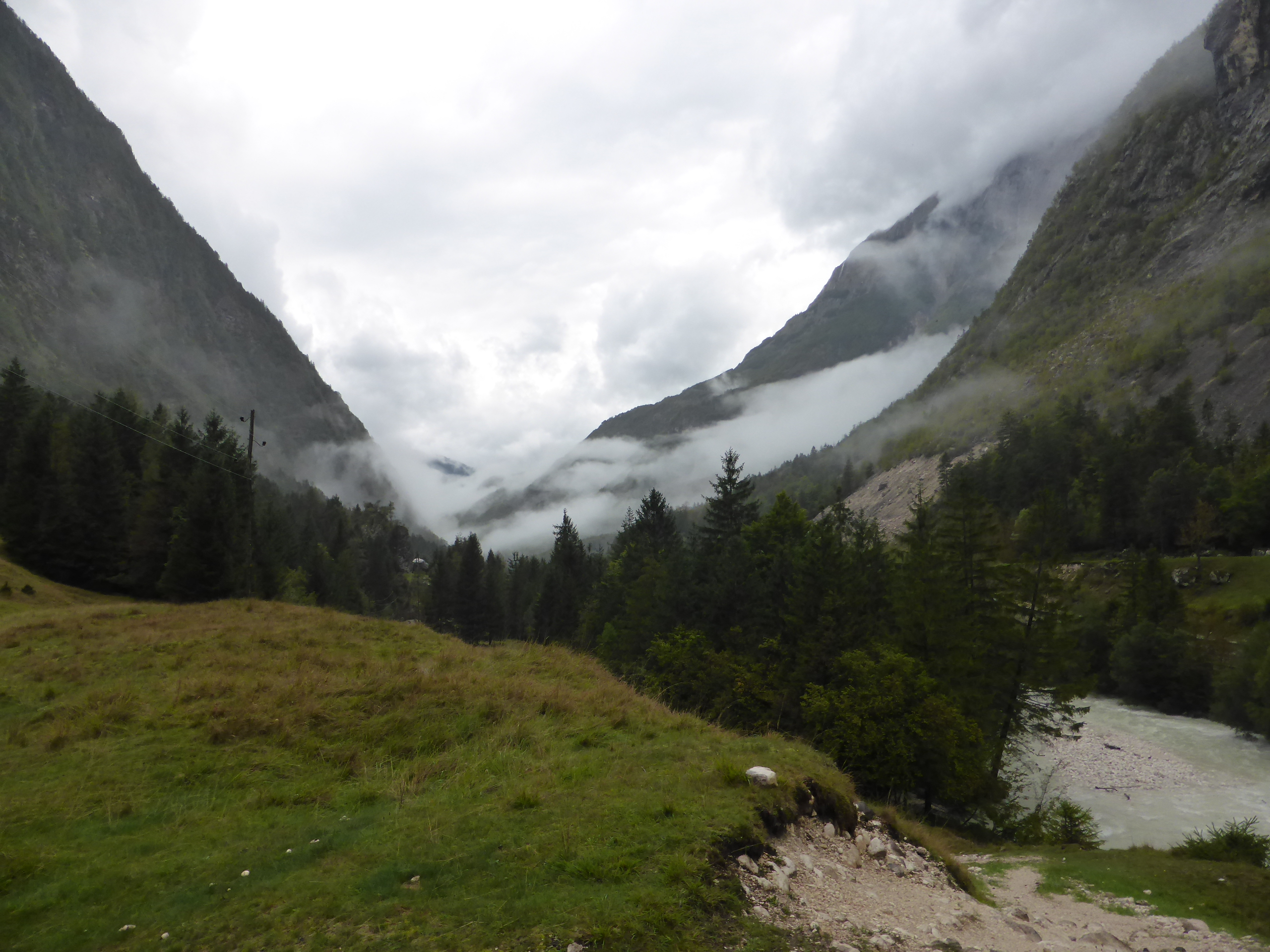
Die Berge sind immer zu sehen

### Italien
Die letzten Etappen des Alpe Adria Trails führen weitestgehend durch Italien, mit kurzen Abstechern nach Slowenien. Durch das Natisone-Tal erreicht man Cividale del Friuli. Von dort wendet sich der Wanderweg nach Süden und durchquert das Weinbaugebiet Collio, die Karstlandschaft nördlich von Triest, passiert noch einmal die Grenze nach Slowenien, um in Lipica Station zu machen, bevor der Weg schließlich in Muggia an der Adria endet.

### Variante 3-Länder-Rundtour
In sieben Tagesetappen geht es vom Faaker See in Kärnten über Tarvisio in Friaul-Julisch Venetien und Kranjska Gora in Slowenien zurück nach Österreich.

## Medien
Im Jahr 2020 wurde eine zweiteilige Fernsehdokumentation über den Weitwanderweg produziert und auf ORF III ausgestrahlt. In der Doppelfolge "Land der Berge: Vom Großglockner zum Meer" ist der Schauspieler Harald Krassnitzer am Alpe-Adria-Trail unterwegs. Die Erstausstrahlung erfolgte am 21. (Teil 1: "Kärnten") und 28. April 2021 (Teil 2: "Slowenien und Italien") auf ORF III.